# قوس الجزيرة

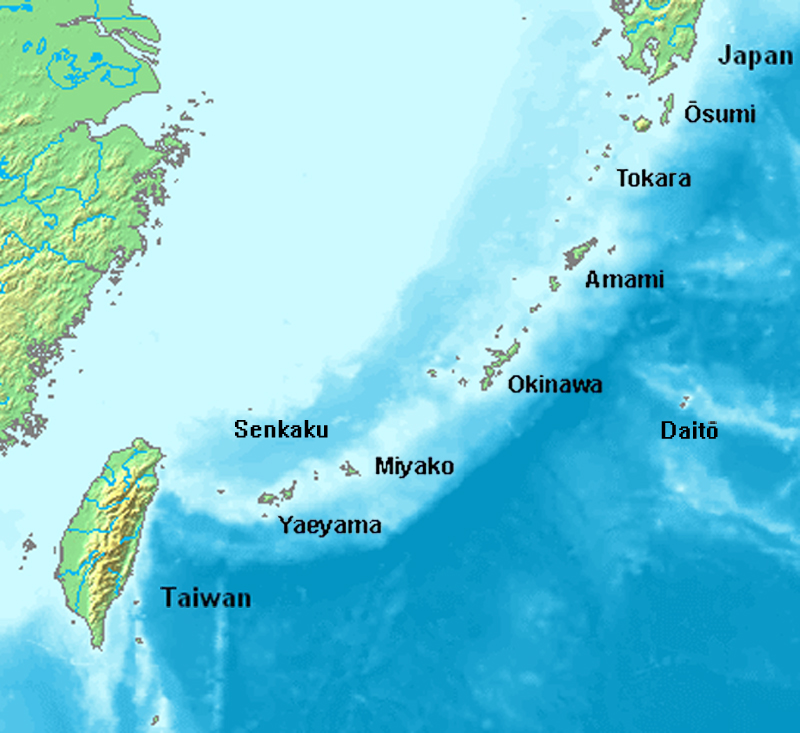

قوس الجزيرة هو نوع من الأرخبيل، يتكون عادة من سلسلة من البراكين بمحاذاة قوسية الشكل، ويكون محاذيًا وقريبًا من حدود اثنتين من الصفائح التكتونية.
تتشكل معظم أقواس الجزر كصفيحة تكتونية محيطية تنغرز تحت صفيحة أخرى، وفي أغلب الحالات، تنتج صهارة على عمق أسفل الصفيحة الرئيسية. ومع ذلك، يكون هذا صحيحًا فقط بالنسبة لأقواس الجزر التي هي جزء من مجموعة أحزمة جبلية تسمى أقواسًا بركانية، وهو مصطلح يستخدم عندما تتكون كل عناصر الحزام الجبلي قوسي الشكل من البراكين. على سبيل المثال، قد يكون من المعروف عن أجزاء كبيرة من سلسلة جبال الأنديز/ الكندية / وبأمريكا الوسطى أنها قوس بركاني، ولكنها ليست جزرًا (تقع على طول منطقة قارية)، وبالتالي فهي لا تصنف على أنها قوس جزيرة. ومن ناحية أخرى، فإن القوس الإيجي أو القوس الهيليني في منطقة البحر الأبيض المتوسط، الذي يتألف من العديد من الجزر مثل جزيرة كريت، هو قوس جزيرة ولكن ليس بركانيًا. وبالتوازي مع ذلك تجد القوس البركاني الإيجي الجنوبي، الذي هو عبارة عن قوس جزيرة بركاني من نفس النظام التكتوني.

## التصنيف
هناك بعض الجدل حول جدوى التمييز بين أقواس الجزر والأقواس البركانية. فمصطلح «قوس الجزيرة البركاني» هو مجرد تصنيف فرعي لـ «قوس الجزيرة». ويتم إنشاء أقواس الجزر تكتونيًا كأحزمة جبلية قوسية الشكل تحت مستوى سطح البحر جزئيًا. وتمثل في الأساس وضعًا جغرافيًا وطوبوغرافيًا محددًا يكون فيه الحزام الجبلي غارقًا جزئيًا في المحيط. ويتألف العديد منها من البراكين، وبالتالي يمكن زيادة تصنيفها كأقواس جزر بركانية.

## التكوين التكتوني
فيما يلي وصف موجز لمنطقة انغراز وعلاقتها بالبراكين، أحد الأسباب الأكثر شيوعًا لأقواس الجزر (البركانية) (لمزيد من المعلومات، راجع الصفحة التي تشرح الانغراز):
في منطقة الانغراز، يستحث فقدان المواد المتطايرة من الصفيحة المنغرزة ذوبانًا جزئيًا للغلاف الرئيسي. تولد هذه العملية، المسماة ذوبان التدفق، صهارة قلوية منخفضة الكثافة تطفو لتدخل وتُقذف خلال غلاف الصفيحة الرئيسية. ويكون للسلسلة البركانية الناتجة شكل قوس موازٍ لحدود الصفيحة المتقاربة ومحدب تجاه الصفيحة المنغرزة. وترى إحدى النظريات، التي وضعت لتفسير شكل القوس، أنه ناتج عن الشكل الهندسي للصفيحة الكروية المتكومة على طول خط على سطح كروي، ولكن هذا التفسير يصلح للأقواس المتسعة جدًا فقط.
على الجانب المنغرز لقوس الجزيرة، توجد خنادق محيطية ضيقة وعميقة، تمثل أثر الحدود بين الصفائح المنخفضة والرئيسية على سطح الأرض. تنشأ هذه الخنادق بواسطة الجذب التثاقلي للصفيحة المنغرزة الكثيفة نسبيًا التي تجذب حافة الصفيحة الأمامية للأسفل. تقع العديد من الزلازل على طول هذه الحدود المنغرزة مع كون المركز الزلزالي على عمق متزايد تحت قوس الجزيرة: تحدد هذه الزلازل المناطق المنغرزة النشطة زلزاليًا.
تسمى أحواض المحيطات التي يتم تخفيضها بواسطة الانغراز «آثار محيطات» لأنها سوف تتقلص ببطء وتسحق في التصادم التكويني للجبال. وقد حدثت هذه العملية مرارًا وتكرارًا في التاريخ الجيولوجي للأرض.

## أمثلة
| قوس الجزيرة                            | الدولة              | الخندق                                      | الحوض أو البحر الهامشي          | الصفيحة الرئيسية                     | الصفيحة المنغرزة                             |
| -------------------------------------- | ------------------- | ------------------------------------------- | ------------------------------- | ------------------------------------ | -------------------------------------------- |
| جزر ألوتيان                            | الولايات المتحدة    | خندق ألوتيان                                | بحر بيرنغ                       | صفيحة أمريكا الشمالية                | صفيحة المحيط الهادئ                          |
| جزر الكوريل                            | روسيا               | خندق كوريل كامشاتكا                         | بحر أوخوتسك                     | صفيحة أمريكا الشمالية                | صفيحة المحيط الهادئ                          |
| أرخبيل اليابان                         | اليابان             | خندق اليابان، حوض نانكاي                    | بحر اليابان                     | صفيحة أمريكا الشمالية، صفيحة أوراسية | صفيحة المحيط الهادئ، صفيحة بحر الفلبين       |
| جزر ريوكيو                             | اليابان             | خندق ريوكيو                                 | بحر الصين الشرقي (حوض أوكيناوا) | صفيحة أوراسية                        | صفيحة بحر الفلبين                            |
| جزر الفلبين                            | الفلبين             | خندق جزر الفلبين                            | بحر الصين الجنوبي، بحر سيليبس   | صفيحة أوراسية                        | صفيحة بحر الفلبين                            |
| جزر سوندا                              | أندونيسيا           | خندق جاوة                                   | بحر جاوة، بحر فلوريس            | صفيحة أوراسية                        | الصفيحة الأسترالية                           |
| جزر أندمان ونيكوبار                    | الهند               | خندق جاوة الشمالية                          | بحر أندمان                      | صفيحة أوراسية                        | الصفيحةالهندية الأسترالية                    |
| جزر إزو] وجزر بونين (جزر أوجاساوارا)   | اليابان             | خندق إزو-أوجاساوارا                         |                                 | صفيحة بحر الفلبين                    | صفيحة المحيط الهادئ                          |
| جزر ماريانا                            | الولايات المتحدة    | خندق ماريانا                                |                                 | صفيحة بحر الفلبين                    | صفيحة المحيط الهادئ                          |
| أرخبيل بسمارك                          | بابوا غينيا الجديدة | خندق نيو بريتين                             |                                 | صفيحة المحيط الهادئ                  | الصفيحة الأسترالية                           |
| جزر سليمان (أرخبيل)                    | جزر سليمان          | خندق سان كريستوبال                          |                                 | صفيحة المحيط الهادئ                  | الصفيحة الأسترالية                           |
| هبرديس الجديدة                         | فانواتو             | خندق هبرديس الجديدة                         |                                 | صفيحة المحيط الهادئ                  | الصفيحة الأسترالية                           |
| جزر تونغا                              | تونغا               | خندق تونغا                                  |                                 | الصفيحة الأسترالية                   | صفيحة المحيط الهادئ                          |
| جزر الأنتيل                            |                     | خندق بورتوريكو                              | لبحر الكاريبي                   | الصفيحة الكاريبية                    | صفيحة أمريكا الشمالية، صفيحة أمريكا الجنوبية |
| جورجيا الجنوبية وجزر ساندويتش الجنوبية | المملكة المتحدة     | خندق جورجيا الجنوبية وجزر ساندويتش الجنوبية | بحر سكوتيا                      | صفيحة سكوتيا                         | صفيحة أمريكا الجنوبية                        |
| القوس الإيجي، أو القوس الهيليني        | اليونان             | خندق شرق المتوسط                            | بحر إيجة                        | صفيحة بحر إيجه أو الصفيحة الهيلينية  | الصفيحة الإفريقية                            |
| قوس جنوب بحر إيجه البركاني             | اليونان             | خندق شرق المتوسط                            | بحر إيجة                        | صفيحة بحر إيجه أو الصفيحة الهيلينية  | الصفيحة الإفريقية                            |

### أقواس الجزر القديمة
- جزر إنسولار
- جزر إنترمونتان